# خویسان
خویسان نامی است عمومی برای گروه‌های قومی جنوب آفریقا، که ویژگی‌های فیزیکی و زبانی مشترکی متمایز از اکثریت بانتو دارند. از حیث فرهنگی، خویسان‌ها به دو دسته شکارچی-گردآورنده (سان یا بوشمن) و دامدار (خوی‌خوی یا خوی) تقسیم می‌شوند. سان‌ها ساکنان اولیه جنوب آفریقا بوده‌اند تا آنکه مهاجرت رو به جنوب بانتوها از مناطق مرکزی و شرقی آفریقا منجر به جایگزینی خوی‌خوی‌ها و سان‌ها توسط کشاورزان بانتو به عنوان جمعیت غالب شد. گله‌داران خوی‌خویی ظاهراً اندکی پیش از بانتوها به آفریقای جنوبی رسیده‌اند و در طول زمان، برخی از آن‌ها دامداری را رها کرده و به احتمال زیاد به دلیل آب و هوای خشک، به اقتصاد شکارچی-گردآورندهٔ سان‌ها روی‌آورده‌اند و در حال حاضر سان در نظر گرفته می‌شوند. به‌طور مشابه، بعدها بانتوهای Damara کشاورزی را رها کرده و اقتصاد خوی‌خویی را پیش گرفتند. امروزه جمعیت زیادی از خویسان‌ها در مناطق صحرایی وسیعی، به ویژه در بیابان کالاهاری باقی‌مانده‌اند.
دیگر لغاتی که برای توصیف مردم خویسان استفاده می‌شود بوشمن، (اشاره به مردم سان) و هاتنتات (اشاره به خوی‌خوی‌ها) هستند. عبارت اول در حال حاضر در کشورهای متعددی ترجیح داده می‌شود اما از سوی برخی دیگر منسوخ در نظر گرفته می‌شود. لغت دومی عموماً موهن در نظر گرفته می‌شود و دیگر استفاده نمی‌شود.

## ظاهر فیزیکی

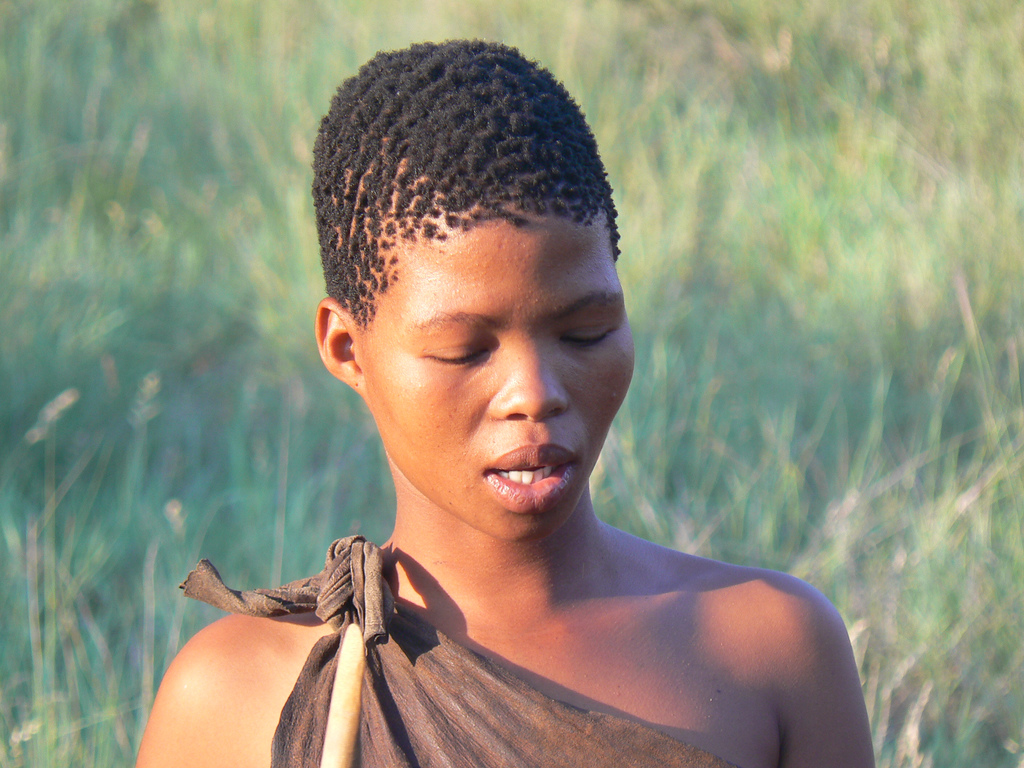
زن سان از بوتسوانا

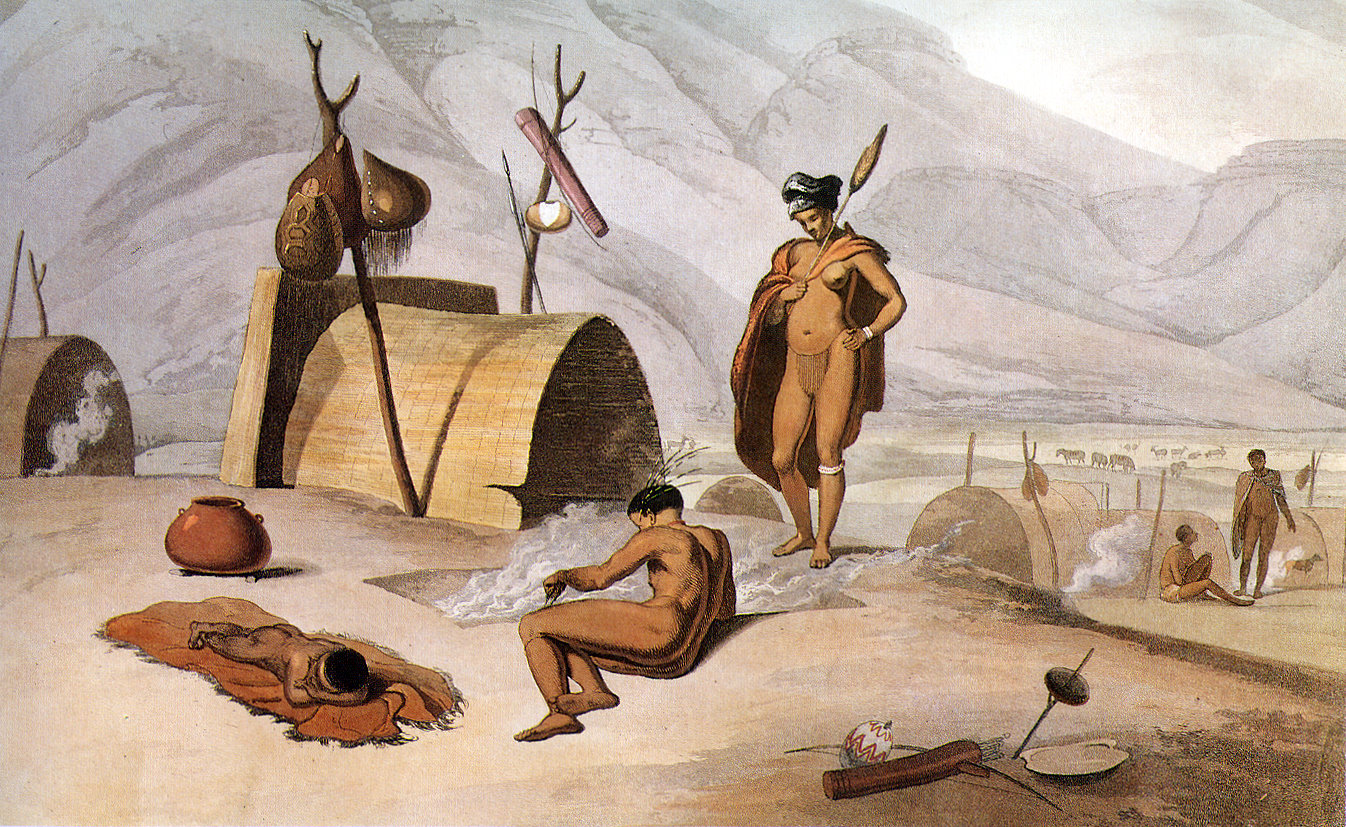
خویساها در حال پختن کباب ملخ، اثر ساموئل دانیل، ۱۸۰۴

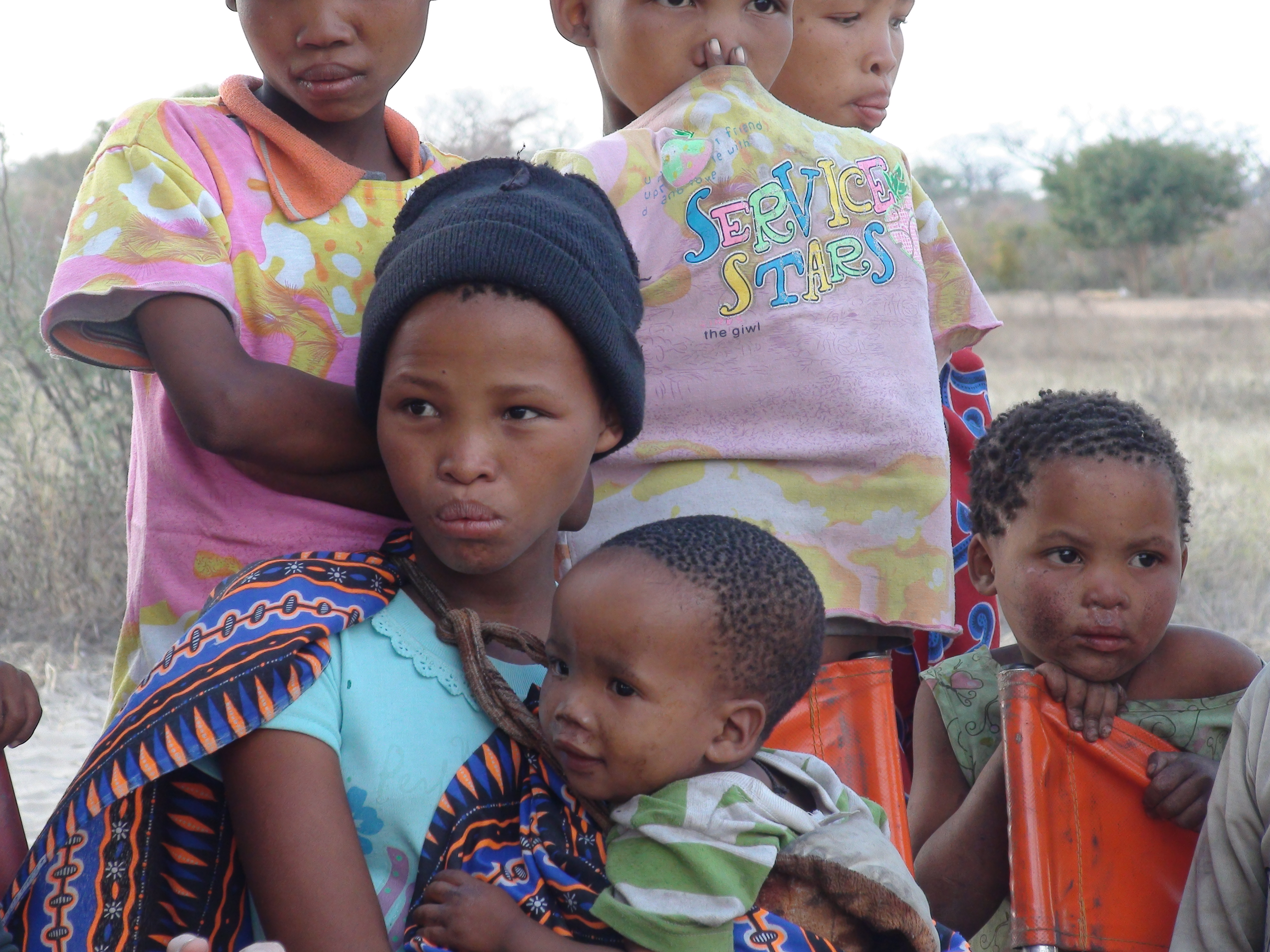
بچه‌های سان در نامیبیا

از لحاظ جسمی خویسان‌ها، با قامت‌های کوتاه خود (۱۴۹-۱۶۳ سانتی متر)، پوست قهوه‌ای مسی، موی وزوزی، استخوان گونه برجسته و چشم‌های بادامی کاملاً از اکثریت سیاهپوست جمعیت آفریقا متمایز هستند. آن‌ها دارای پاهای نسبتاً بلند و ماهیچه‌های شکم بلند هستند و این ویژگیها به شدت آن‌ها را از مردمان بانتو و پیگمی (کوتاه قدان) اطراف که عضلات شکم کوتاه و تاندون بلند دارند متمایز می‌کند.

## تاریخچه

توزیع جمعیتی آفریقا بر اساس خانواده‌های زبانی. خویسان‌ها به رنگ سبز مشخص شده‌اند.

از همان دوران ابتدایی عصر حجر، فرهنگ‌های شکارچی-گردآورنده با نام Sangoan مناطقی از جنوب آفریقا را که بارش سالانه آن‌ها کمتر از یک متر (۱۰۰۰ میلیمتر) بود اشغال کرده‌بودند،  و اسکلت‌های باقی‌مانده از Sangoanهای باستان شبیه مردم سان و خوخویی امروزی هستند. این مردمان جنوب آفریقا در اواخر عصر سنگ نیاکان خویسان‌های ساکن  صحرای کالاهاری هستند. به احتمال زیاد به دلیل عدم وجود حیواناتی که قابلیت رام‌شدن داشتند، خویسان‌ها کشاورزی یا حیوانات اهلی نداشتند تا اینکه چند صد سال پیش آن‌ها حیوانات اهلی مانند گاو و گوسفند را از بانتوها گرفتند. بانتوها، که دارای کشاورزی پیشرفته و تکنولوژی فلزکاری (توسعه‌یافته‌در غرب آفریقا از حداقل ۲۰۰۰ پیش از میلاد) بودند، بعد از مواجه با خویسان‌ها از آن‌ها پیشی گرفتند و همچنین با آن‌ها درآمیختند تا جایی که تبدیل به نیروی غالب  جنوب غربی آفریقا شدند و این برتری ادامه پیدا کرد تا آنکه در سال ۱۶۴۲ هلندی‌ها وارد منطقه شدند.
شواهد حضور قدیمی خویسان‌ها در آفریقای جنوبی را می‌توان در توزیع امروزی زبان‌های آن‌ها دید که با وجود نزدیکی جغرافیایی اغلب اختلافی شدید در ساختار و واژگان نشان می‌دهد. این بیانگر آن است که خویسان‌ها طی یک دوره زمانی طولانی در این مناطق ساکن بوده‌اند و به همین دلیل تفات زیادی بین زبان‌هایشان ایجاد شده‌است. در مقابل، زبان‌های مردم بانتو در منطقه (به عنوان مثال زولو و خوزا) همگی نسبتاً مشابه یکدیگر هستند. این نشان می‌دهد که اولین اجداد مشترک همه بانتوها در زمان‌های نه چندان دور در این نواحی مستقر و منتشر شده‌اند. در میان بازماندگان این بانتوهای اولیه، خوزا و زولو صدای منحصربه‌فرد همخوان کلیک و همچنین برخی واژه‌ها را از زبان خویسان‌ها وام گرفتند.
حتی پس از ورود بانتوها، خویسان‌ها و شیوهٔ زندگی شکارچی-گردآورنده آن‌ها در نواحی غرب رودخانه فیش در آفریقای جنوبی و در بیابان‌های منطقه شیوه غالب  زندگی باقی‌ماند. در این مناطق آب و هوای خشک مانع از رشد محصولات بانتوها که مناسب آب و هوای مرطوب‌تر و گرمتر است می‌شوند. تنها بعد از ورود غلات مدیترانه‌ای از طریق اروپا در قرن ۱۷ بود که کشاورزان بانتو و بعدها کشاورزان سفید بوئر موفق به گسترش کشاورزی در منطقه شدند و جایگزین اقوام خویسان شدند . &nbsp؛ در طول دوران استعمار، خویسان‌ها در آفریقای جنوبی، نامیبیا و بوتسوانا توانستند جان سالم به در برند و به زندگی ادامه دهند. امروزه بسیاری از سان‌ها در بخش‌هایی از کویر کالاهاری زندگی می‌کنند و بهتر از گذشته قادر به حفظ فرهنگ و شیوه زندگی خود هستند.
در تضاد با تفسیر سنتی‌ای که منشاء مشترکی برای اقوام خوی‌خویی و سان قائل است، شواهد دیگری وجود دارد که اجداد مردم خوی‌خویی کشاورزانی بوده‌اند که نسبتاً اخیراً و قبل از کشاورزهای بانتو به جنوب آفریقا مهاجر کردند، کشاورزی را به علت آب و هوای خشک رها کردند یا به سان‌ها پیوستند یا به دامداری روی آورده و قوم خوی‌خویی را تشکیل دادند.

## مطالعات ژنتیکی

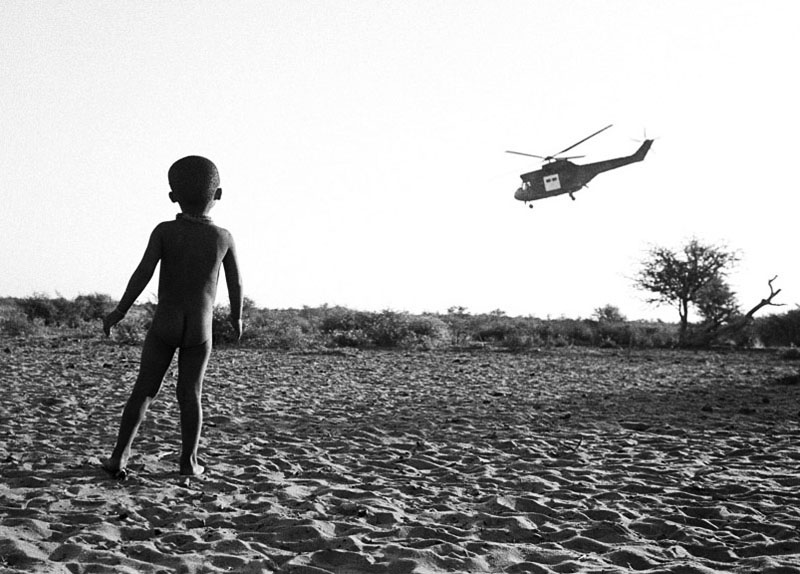
بچه ای که از دیدن هلیکوپتر شگفت زده شده است

در دههٔ ۹۰ میلادی، مطالعات ژنومی از مردم مختلف در سراسر جهان نشان داد که کروموزوم Y مردان خویسان الگوهای پلی مورفیسم خاصی دارند که متمایز از مردمان دیگر می‌باشد. از آنجه که کروموزوم Y طی نسل‌ها کم تغییر می‌کند، مردم‌شناسان این نوع آزمایش دی‌ان‌ای را برای تعیین زمانی که زیر گروه‌های مختلف از یکدیگر جدا شده‌اند (در واقع جدیدترین نیای مشترک) مورد استفاده قرار می‌دهند. نگارندگان این مطالعات نشان داده‌اند که خویسان‌ها ممکن است یکی از اولین جمعیت‌هایی باشند که از جدیدترین پدر جد مشترک تمام انسان‌های امروزی (یا به اصطلاح آدم کروموزوم Y که تخمین زده می‌شود ۶۰٬۰۰۰ تا ۹۰٬۰۰۰ سال پیش زندگی می‌کرده‌است) متمایز شده‌باشند. نگارندگان همچنین تأکید می‌کنند که نتایج‌شان باید تنها این گونه تفسیر شود که خویسان‌ها "دودمان‌های کهن را حفظ می‌کنند"، و نه اینکه آن‌ها "تکاملشان متوقف شده‌است" یا "گروهٔ باستانی" هستند، زیرا که تغییرات بعدی در جمعیت خویسان‌ها به صورت موازی و مشابه با تمام جمعیت‌های دیگر انسانی رخ داده‌اند.

## کتاب شناسی
- بارنارد، آلن (۱۹۹۲) شکارچیان و دامداران آفریقای جنوبی : قوم نگاری قیاسی مردمان خویسان. نیویورک؛ کمبریج: انتشارات دانشگاه کمبریج. ۱۹۹۲.
- بارنارد، آلن (۲۰۰۴) کمک متقابل و نحوه اندیشه غذایابی: بازخوانی کروپوتکین در باب خویسان‌ها. تکامل اجتماعی و تاریخچه ۳ / ۱: ۳-۲۱.
- لی، ریچارد ب (۱۹۷۶)، شکارچی-گردآورندگان کالاهاری: مطالعاتی در باب سان‌های !کونگ و همسایگان‌شان، B. ریچارد لی و ایروین دیوور، گردآورندگان. کمبریج: انتشارات دانشگاه هاروارد.
- لی، ریچارد ب (۱۹۷۹)، سان‌های !کونگ: مردان، زنان، و کار در جامعه گردآورندهٔ غذا. کمبریج : انتشارات دانشگاه کمبریج.
- راگون، کارلتون : مسابقه زندگی انسان (۱۹۶۵)
- دایموند، جارد (۱۹۹۹). اسلحه، میکروب و فولاد. نیویورک : دبلیو دبلیو نورتون و شرکا (در ایران ترجمه از حسن مرتضوی توسط انتشارات بازتاب نگار).
- هوگان، مایکل (۲۰۰۸) در پورتال Megalithic در بخش "Makgadikgadi"
- توماس، مارشال الیزابت (۲۰۰۶). راه قدیمی : داستان اولین مردم .